# Vălureni
Vălureni (węg. Székelykakasd) – wieś w Rumunii, w okręgu Marusza, w gminie Cristești. W 2011 roku liczyła 1070 mieszkańców.